# Lepthyphantes maculatus
Lepthyphantes maculatus este o specie de păianjeni din genul Lepthyphantes, familia Linyphiidae. A fost descrisă pentru prima dată de Banks, 1900. Conform Catalogue of Life specia Lepthyphantes maculatus nu are subspecii cunoscute.